# Nemognatha pallens
Nemognatha pallens är en skalbaggsart som beskrevs av Leconte 1853. Nemognatha pallens ingår i släktet Nemognatha och familjen oljebaggar. Inga underarter finns listade i Catalogue of Life.